# Schloss Walbeck (Geldern)
Schloss Walbeck, auch Haus Walbeck genannt, ist eine denkmalgeschützte Wasserburg in Walbeck, einem Ortsteil der Stadt Geldern im Kreis Kleve in Nordrhein-Westfalen. Sie geht mindestens auf das 14. Jahrhundert zurück.

## Geschichte
Das Haus war Mittelpunkt der Herrlichkeit Walbeck. Diese war im Besitz der Schenken von Nideggen. Haus Walbeck selbst wurde 1403 erstmals erwähnt. Mit dem Haus und der Herrlichkeit verbunden war das nahe gelegene Haus Steprath. Im Jahr 1452 kam es zur Teilung der Herrlichkeit. Die Teilung zwischen den Besitzern der Häuser Walbeck und Steprath dauerte bis ins 18. Jahrhundert an. Nach dem 16. Jahrhundert wechselten die Besitzerfamilien des Hauses mehrfach. Auf die von Bylandt und von Gramey folgten ab 1653 die von Bönninghausen.
Nach dem Aussterben der Walbecker Linie zu Beginn des 19. Jahrhunderts wechselten die Besitzverhältnisse mehrfach, und die Anlage diente zu Beginn des 20. Jahrhunderts als Wohngebäude. Im Zweiten Weltkrieg leicht beschädigt, war es danach zunächst ein Erholungsheim für Bergarbeiter. Seit 1955 war es dann Sitz des Instituts für Christliche Sozialpädagogik. Im Jahr 1980 verkaufte die Besitzerfamilie es an das Christliche Jugenddorfwerk. Schloss Walbeck ist seit dem 28. Januar 1992 auf der Denkmalschutzliste der Gemeinde Geldern als Nummer A 62 aufgeführt. Seit 2014 ist ein Hotel dort untergebracht.

## Architektur
Der heutige Bau des Haupthauses wurde lange in das 16. Jahrhundert datiert. Unter anderem Vergleiche mit anderen Bauten führten zu dem Schluss, dass der Bau im Kern auf das 14. Jahrhundert zurückgeht.
Für eine spätere Zeit spricht das heutige Erscheinungsbild nach Art eines niederländischen Casteels.
Bei dem Haupthaus handelt es sich um einen vierflügeligen und zweigeschossigen Bau aus Backstein von etwa 25 × 30 m, der um einen kleinen Innenhof herumgebaut ist. Die an den Ecken am Dachfuß aufsitzenden Türmchen waren früher durch Wehrgänge auf dem Dachboden verbunden gewesen. Der Bau wurde im Lauf der Zeit mehrfach verändert. Eine Vorburg wurde im 18. Jahrhundert neu erbaut. Nach einem Brand 1836 wurde das Haus unter Verzicht auf ein Stockwerk wieder aufgebaut.